# Svenska Babysimförbundet
Svenska Babysimförbundet grundades 1997 av Ludmilla Rosengren. Anledningen var behovet av ett svenskt  förbund som hade babysim i centrum. Svenska Simförbundet och Svenska Livräddningssällskapet hade babysim som en del av sitt intresseområde, men inte som det främsta, vilket gjorde att man ansåg att babysimmets utveckling inte fick tillräckligt mycket fokus. 

## Ordförande
- 1997–2004 Ludmilla Rosengren
- 2004–2006 Helene Wendt
- 2006–    Solveig Nyström

## Syfte
- att sprida information om baby- och småbarnssim i Sverige till föräldrar
- att verka för utveckling av verksamheter efter babysimåldern
- att verka för kvalitetssäkring av babysim i Sverige
- att verka för kvalitetssäkring av babysiminstruktörsutbildningar i Sverige